# Тяжмаш
АО «Тяжмаш» — российское машиностроительное предприятие в городе Сызрани Самарской области. Дата основания завода — 15 августа 1941 года. Предприятие выпускает оборудование для гидро-, тепло-, атомных электростанций, специальное промышленное оборудование, а также машины для размалывания рудных пород и конвейерного оборудования для металлургии.

## История
Сызранский завод тяжёлого машиностроения, который в дальнейшем стал называться АО «Тяжмаш», был образован в 1941 году, вскоре после начала Великой Отечественной войны, на базе эвакуированного Людиновского машиностроительного завода.
Машиностроительный завод в городе Людиново под Калугой был основан в 1745 году промышленником Никитой Демидовым на базе Жиздринских железорудных месторождений. В 1941 году Людиновский локомобильный завод эвакуировали в Сызрань, где занимался изготовлением мин различного калибра и корпусов морских мин. В 1945 году завод был перепрофилирован на выпуск гражданской продукции — локомобилей, получив название Сызранский локомобильный завод. Через три года, в 1949-м, на заводе было освоено производство воздуходувных машин (аглоэксгаустеров и бустеров) для металлургического производства.
В 1951 году предприятие сменило профиль, начав производство гидротурбинного оборудования, и название — Сызранский гидротурбинный завод. Сызранские гидротурбины устанавливались на Варваринской, Камской, Кайраккумской, Каменской, Куйбышевской, Усть-Хантайской, Чебоксарской и других ГЭС. За восемь лет завод изготовил 36 турбин.
В 1956 году предприятие осваивает выпуск нового вида продукции — шаровых мельниц для чёрной и цветной металлургии и уже в 1957 году было переименовано в Сызранский завод тяжёлого машиностроения (СЗТМ). Помимо оборудования для металлургических заводов в Сызрани также производили машины для строящихся химических предприятий в Уфе, Стерлитамаке, Тольятти, Березниках, Волгограде и других городах.
В конце 1950-х годов завод начинает изготавливать сборочное, транспортное и испытательное оборудование для космонавтики. Так, предприятие участвовало в создание ракетного комплекса для советской лунной программы, в Сызрани производили оборудование и стенды, отдельные крупные узлы для ракеты-носителя Н-1. Агрегатами сызранского производства были оборудованы пусковые комплексы космодромов Байконур и Плесецк.
В 1976 году предприятие переименовано в Сызранский турбостроительный завод.
В 1980-х годах «Тяжмаш» начинает выпускать оборудование для атомной энергетики и космической отрасли. Предприятие участвует в изготовлении техники для МТКС «Энергия-Буран». С конца 1980-х годов завод является основным поставщиком механического оборудования для радиотелескопа «РАТАН-600» радиоастрономической обсерватории «Зеленчукская».
В 1990 году предприятие возвращено прежнее наименование — Сызранский завод тяжёлого машиностроения, а в 1993 году в рамках приватизации предприятий в России было преобразовано в акционерное общество «Тяжмаш».
В 1998 году завод изготавливает первый из трёх радиотелескопов РТФ-32 с диаметром зеркала 32 метра для радиообсерватории «Светлое», входящей в РСДБ-сеть «Квазар-КВО», и произвёл первый проходческий щит «Кварц» для прокладки подземных коммуникаций.
В 2004 году сменились собственники и руководство АО «Тяжмаш». В начале года зарегистрированная на Кипре компания «Стеола Трейдинг Лимитед» и 3 московских фирмы (ЗАО «Промтяжмашинжиниринг», ЗАО «Промэнергосбыт» и ООО «Холдинговая компания „Энергоинвест“») приобрели контрольный пакет акций у тогдашнего гендиректора предприятия Владимира Пантелеева, ОАО «Нефгэл» и ЗАО «Металлургспецоборудование». В сентябре того же года сызранскую компанию возглавил Сергей Трифонов, представитель новых акционеров.
С середины 2000-х годов «Тяжмаш» производит оборудование для гидроэнергетики (Зарамагская ГЭС Юмагузинская ГЭС, Саратовская ГЭС, ГЭС «Чапарраль» в Сальвадоре,, ГЭС «Нам На» во Вьетнаме) ГЭС «Корумба» (Бразилия); теплоэнергетики (Берёзовская ГРЭС, ТЭС в г. Советская Гавань, ТЭС «Хонша» в Лаосе, ТЭС «Бар» в Индии); горнорудной промышленности (Лебединский ГОК, Алмалыкский ГМК в Узбекистане); космодромов (Куру во Французской Гвиане, Восточный).
В 2010 году ОАО «Тяжмаш» становится владельцем чешского предприятия ČKD Blansko Holding, которое занимается производством оборудования гидроэлектростанций и ветряных электростанций, стальных конструкций и так далее.
С начала 2010-х годов «Тяжмаш» развивает направление производства оборудования для атомной энергетики, в частности, компания поставила полярные краны на Ленинградскую АЭС-2 и Ростовскую АЭС, оборудование реакторной установки для Тяньваньской АЭС в Китае.
В 2017 году АО «Тяжмаш» выиграло тендер на поставку продукции для АЭС «Руппур» в Бангладеш и было признано победителем в тендере на разработку проекта на техперевооружение, изготовление и шефмонтаж гидротурбин для Иркутской ГЭС.
В 2018 году АО «Тяжмаш» заключило контракт с судостроительным заводом «Северная верфь» на изготовление партии мостовых электрических кранов, их поставку, монтаж, пусконаладочные работы и передачу навыков эксплуатации.
В 2019 году АО «Тяжмаш» заключило договор с ПАО «Уральский завод тяжёлого машиностроения» на поставку кранов для Центра строительства крупнотоннажных морских сооружений (ЦСКМС) в Кольском заливе.

## Руководство[3]
- Президент ГК «Тяжмаш» — Сергей Фёдорович Трифонов.
- Генеральный директор — Роман Михайлович Ларионов.
- Старший вице-президент — Дмитрий Сергеевич Трифонов.
- Вице-президенты ГК «Тяжмаш» — Алексей Константинович Пягай, Игорь Маратович Махмутов.
- Заместители генерального директора — Сергей Анатольевич Храмов, Евгений Сергеевич Трифонов, Олег Васильевич Цуканов, Владислав Андреевич Трифонов.

### Директора завода «Тяжмаш»
- 1938—1944 — Аброскин, Павел Иванович (руководил предприятием до и после эвакуации)
- 1944—1958 — Макеев, Сергей Матвеевич
- 1958—1961 — Сабуров, Максим Захарович
- 1961—1963 — Муравьёв, Евгений Фёдорович
- 1963—1969 — Вельтищев, Алексей Антонович
- 1969—1977 — Бычков, Клавдий Александрович
- 1977—1981 — Хухрий, Сергей Александрович
- 1981—1984 — Зайцев, Анатолий Петрович
- 1984—1997 — Ефимов, Виктор Давидович
- 1997—2004 — Пантелеев, Владимир Александрович
- 2004—2010 — Трифонов, Сергей Фёдорович[13][31]
- 2010—2021 — Трифонов, Андрей Фёдорович[3]
- 2021—н. в. — Ларионов Роман Михайлович

## Акционеры
Крупнейшими владельцами обыкновенных акций АО «Тяжмаш» на 31 марта 2019 года являлись: АО «ПромЭнергоСбыт» (Москва) — 29,9005 %, АО «Ареопаг» (Москва) — 27,23 %, АО «Промтяжмашинжиниринг» (Москва) — 10,3042 %, АО «Ремстрой» (Сызрань) — 10,8485 %, Трифонов Андрей Федорович — 5,4772 %, Трифонов Дмитрий Сергеевич — 4,26 %. Основными акционерами по данным ИА «Росбизнесконсалтинг» являются Валерий Фомичёв, Андрей и Дмитрий Трифоновы.

## Направления деятельности
Основными направлениями деятельности АО «Тяжмаш» являются разработка и создание:
- гидроэнергетического и гидромеханического оборудования для ГЭС;
- рудоразмольных мельниц и дробилок для горнорудной промышленности;
- конвейерного оборудования;
- топливоприготовительных мельниц, конденсаторов, сушилок, питателей и другого оборудования для теплоэнергетики;
- оборудования реакторной установки, устройств локализации расплава, гидроамортизаторов, шлюзов и другого оборудования для атомной энергетики;
- грузоподъёмного оборудования;
- наземного стартового оборудования для космодромов.

## Аффилированные компании[6]
- АО «Кардан» (Сызрань, Россия) — «Тяжмаш» по информации системы «СПАРК-Интерфакс» является собственником 49,65 % акций АО «Кардан», должность генерального директора завода занимает Евгений Трифонов (заместитель генерального директора АО «Тяжмаш» по коммерции и внешнеэкономической деятельности).[3][33]
- ČKD Blansko Holding (Бланско, Чехия) — приобретено «Тяжмашем» в 2010 году[24] (CKD Blansko Holding, a.s. (100 %), CKD Blansko Strojirny, a.s. (55,621 %), CKD Blansko Small Hydro, a.s. (55 %)).[34]
- Empresa de Servicios de Generacion de Energia y Montajes — Esgem Worldwide Corporation (Панама, штаб-квартира в Боготе, Колумбия; 51 %) — в 2009 году АО «Тяжмаш» купил 51 % акций.[34][35]
- ЗАО «Сызранский гидротурбинный завод» (Сызрань; 98,97 %)[34]
- АО «Сиб-Тяжмаш» (Москва; 100 %)[34]
- Tyazhmash Ecuador S.A. (Эквадор; 99 %)[34]
- ЗАО «Техпром» (Сызрань; 100 %)[34]
- АО "Инженерно-коммерческий центр «Тяжмаш» (Горно-Алтайск; 100 %)[34]

Представительства компании действуют в Москве, Самаре и Ханое (Вьетнам), филиалы в Сальвадоре и Эквадоре.